# Reconnaissance vocale de Windows
 (septembre 2020).
Si vous disposez d'ouvrages ou d'articles de référence ou si vous connaissez des sites web de qualité traitant du thème abordé ici, merci de compléter l'article en donnant les références utiles à sa vérifiabilité et en les liant à la section « Notes et références ».
La Reconnaissance vocale de Windows (en anglais, Windows Speech Recognition) est un composant du système d'exploitation Windows de Microsoft. Ce composant est disponible dans Windows Vista, Windows 7, Windows 8 et Windows 10.
Il s'agit d'un programme qui permet à un utilisateur de contrôler un ordinateur au moyen de commandes vocales. Le programme peut aussi être utilisé pour convertir la voix en texte écrit.
Dans Windows Vista et Windows 7, le programme se trouve dans le dossier Accessoires. Pour le démarrer, il faut cliquer successivement sur le bouton démarrer, Tous les programmes, Accessoires, Options d'ergonomie et Reconnaissance vocale de Windows.
La reconnaissance vocale reste cependant considérée comme peu fiable.